# Eslām Tschūngar
Eslām Tschūngar (auch Islam Tschomgar) ist eine kleine Stadt in der Provinz Dschuzdschan im nördlichen Afghanistan.
Eslām Tschūngar liegt am Südufer des Flusses Amudarja, der hier die Grenze zum Nachbarstaat Turkmenistan bildet. Die Stadt liegt in einer Höhe von 370 m, hundert Kilometer nordöstlich der Provinzhauptstadt Scheberghan und hundert Kilometer nordwestlich von Mazār-i Scharīf. Die Bevölkerungszahl der Stadt liegt unter 5000 Einwohnern.